# La voce magica di Paperino
La voce magica di Paperino (Donald's Dream Voice) è un film del 1948 diretto da Jack King. È un cortometraggio animato realizzato, in Technicolor, dalla Walt Disney Productions, uscito negli Stati Uniti il 21 maggio 1948 e distribuito dalla RKO Radio Pictures.

## Trama
Paperino fa il venditore porta a porta di spazzole, ma nessuno dei suoi clienti capisce ciò che dice a causa del suo modo di parlare e tutti lo cacciano via malamente. Paperina cerca di incoraggiarlo, ma il risultato è lo stesso. Ad un certo punto Paperino incontra un venditore ambulante di pasticche per la voce e ne compra una scatola. Dopo aver ingerito una pastiglia, la sua nuova voce fa colpo sui clienti e riesce a vendere tutte le spazzole. Scopre presto però che quelle pastiglie hanno un effetto temporaneo. Accidentalmente poi, gli cade la scatola e tutte le pasticche vanno perse, tranne una. Paperino decide di conservarla per il momento di presentarsi a Paperina, ma arrivato davanti alla sua porta, la pastiglia gli sfugge di mano. Dopo averla rincorsa per un lungo tratto, la pasticca finisce in un campo recintato e viene ingerita da una mucca. Paperino ordina alla mucca di sputare la pillola, ma l'animale, con la sua nuova voce, gli ricorda del cartello di non oltrepassare e aggiunge: "non capisco una parola di quello che dici".

## Distribuzione

### Edizioni home video

#### VHS
- Serie oro – Paperina (novembre 1985)
- Io Paperino! (novembre 1995)
- Paperino campione di allegria (ottobre 2001)

#### DVD
Il cortometraggio è incluso nel DVD Walt Disney Treasures: Semplicemente Paperino - Vol. 3.